# În spatele ferestrei
În spatele ferestrei (engleză: Rear Window) este un film american din 1954 regizat de Alfred Hitchcock, scris de John Michael Hayes după povestirea din 1942 "It Had to Be Murder" de Cornell Woolrich. A fost distribuit inițial de Paramount Pictures, în rolurile principale interpretează James Stewart, Grace Kelly, Wendell Corey, Thelma Ritter și Raymond Burr. A fost prezentat în 1954 Festivalul de Film de la Veneția.
Filmul este considerat de mulți critici și învățați ca fiind cel mai bun al lui Hitchcock. A avut patru nominalizări la Academy Award și a fost nominalizat pe locul #42 de către AFI în lista 100 Ani… 100 Filme și pe #48 la ediția aniversară după 10 ani. În 1997, Rear Window a fost adăugat în Registrul Național de Film din Statele Unite.

## Rezume e filmosqo
Filmul urmărește povestea unui fotoreporter profesionist, L.B. "Jeff" Jefferies, care, în urma unui accident de avion, este nevoit să-și petreacă perioada de recuperare imobilizat într-un scaun cu rotile, cu picioarele în ghips. Jeff începe să observe prin fereastra apartamentului său din zona Chelsea-Greenwich Village din New York. Observațiile lui îl fac să bănuiască faptul că vecinul său, Lars Thorwald, își maltratează soția bolnavă, iar suspiciunile sale crescând îl conduc la concluzia că acesta și-ar fi ucis soția.
Jeff, împreună cu iubita sa, Lisa Fremont, și asistenta de asigurări medicale, Stella, încearcă să afle adevărul despre Thorwald. Mișcările misterioase ale lui Thorwald și țipetele unei femei întăresc suspiciunile lui Jeff. Chiar dacă ancheta detectivului Tom Doyle nu descoperă nimic suspect, Jeff și prietenii săi continuă să creadă că Thorwald și-a ucis soția.
Pentru a găsi dovezi, Jeff și Lisa intră în apartamentul lui Thorwald. Lisa găsește inelul soției lui Thorwald, dar este prinsă. Jeff este și el în pericol atunci când Thorwald își dă seama că este urmărit și îl atacă. Jeff se apără folosind blițul aparatului său foto, iar poliția sosește la timp, iar Thorwald își mărturisește crima.
Filmul se încheie cu Jeff având ambele picioare în ghips. Lisa îi este alături; deși la început nu era încântată de stilul aventuros de viață al lui Jeff, acum îi este devotată, iar relația lor este mai puternică. Filmul se încheie cu un suspans care explorează viețile aparent obișnuite ascunse în spatele ferestrelor din New York, limitele observației și curiozitatea umană.

## Actorii
- Grace Kelly
- James Stewart
- Wendell Corey
- Thelma Ritter
- Raymond Burr